# Venturia roborowskii
Venturia roborowskii är en stekelart som först beskrevs av Kokujev 1915.  Venturia roborowskii ingår i släktet Venturia och familjen brokparasitsteklar. Inga underarter finns listade i Catalogue of Life.